# Jacques Sturm
Jacques Sturm (francès: Jacques Charles François Sturm)  (Ginebra, 29 de setembre de 1803 - París, 18 de desembre de 1855), també conegut com a Charles Sturm, va ser un matemàtic francès d'ascendència alemanya.

## Biografia
Sturm va néixer a Ginebra eln 1803. La seva família havia emigrat des d'Estrasburg cap a 1760. El 1818, va començar a assistir a les classes de l'Acadèmia de Ginebra (actual Universitat de Ginebra), on va tenir com a professor Simon L'Huilier. El 1819, la mort del seu pare el va obligar a haver de donar classes particulars a nens rics per poder mantenir la seva família. El 1823, va començar a treballar com a tutor per al fill de Madame de Staël.
A final de 1823, Sturm va passar una curta temporada a París al costat de la família del seu deixeble. Va decidir, juntament al seu company d'estudis Jean-Daniel Colladon, provar fortuna a París, i va obtenir una feina al Bulletin de Férussac.
El 1826, en col·laboració amb el seu col·lega Colladon, va ajudar a portar a terme la primera demostració experimental de la velocitat del so dins de l'aigua., amb un experiment pioner fet al llac de Ginebra. El 1827, també amb el seu amic Colladon, obté el Grand Prix Mathématique de l?acadèmia de Ciències per un treball sobre la compressió dels gassos.
Sturm es va beneficiar amb la revolució de 1830, ja que la seva fe protestant li havia impedit fins aleshores aconseguir ocupació a les escoles secundàries públiques. A finals de 1830, va començar a exercir com a professor de Matemàtiques Especials en el Collège Rollin on va donar classes a un jove Victor Puiseux. El 1835, va demostrar el teorema que porta el seu nom i que permet trobar el nombre d'arrels reals en una funció polinòmica.

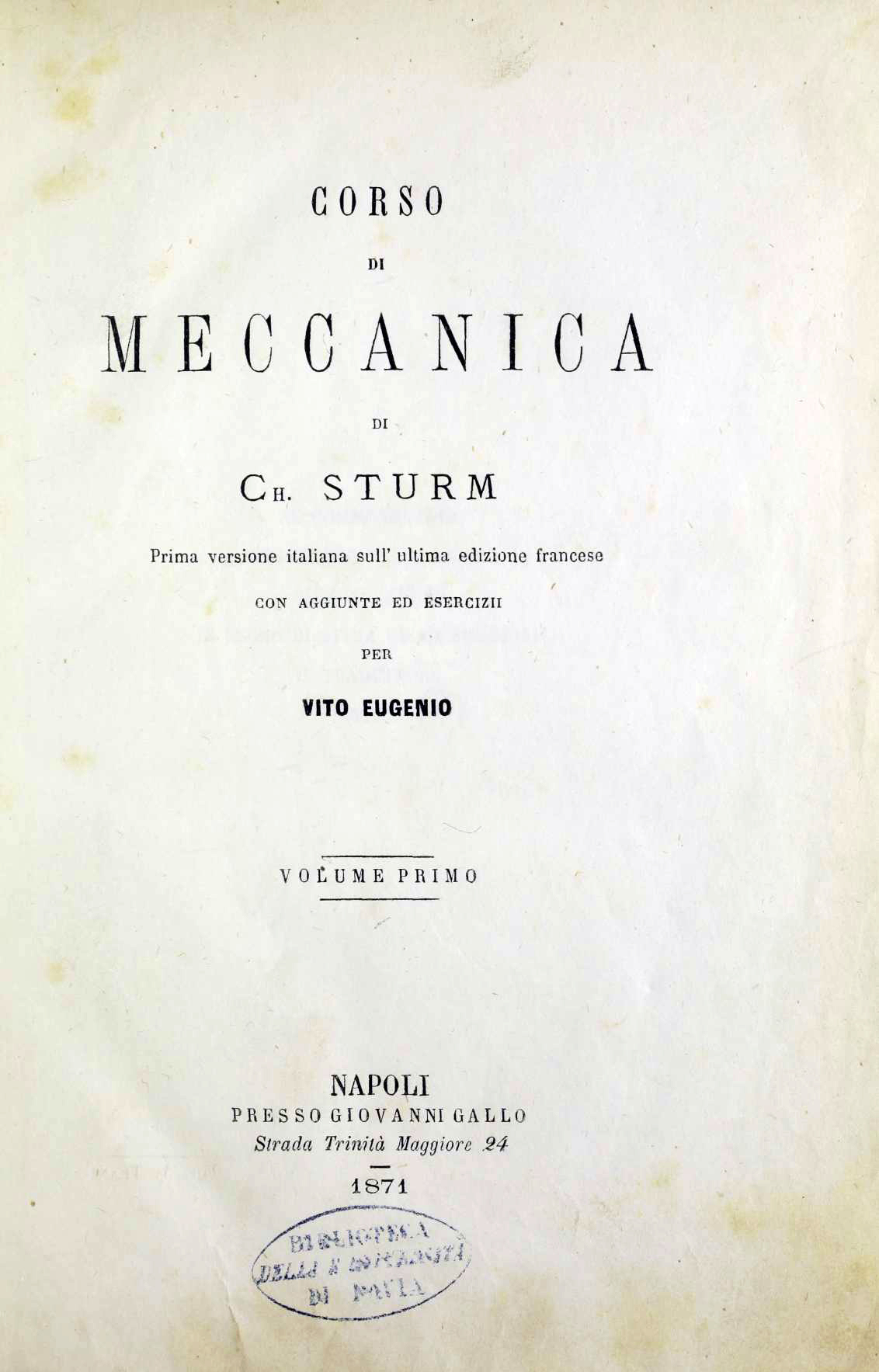
Portada d'una edició italiana del seu curs de mecànica editada el 1871.

Va ingressar a l'Acadèmia de les Ciències el 1836, ocupant el lloc d'André-Marie Ampère. Sturm va ser designat répétiteur a l'École Polytechnique el 1838, i el 1840 va passar a ser-ne professor titular. Aquest mateix any, després de la mort de Siméon Denis Poisson, va ser seleccionat com a professor de mecànica de la Faculté des Sciences de París. Les seves obres, Cours d'analyse de l'École Polytechnique (1857-1863) i Cours de mécanique de l'École Polytechnique (1861), fruit de les seves classes, van ser publicades pòstumament a París, i més tard es van reeditar i traduir a d'altres idiomes.
El 1851 la seva salut es va espatllar significativament i va haver de ser substituït en les seves tasques docents. Tot i que el 1852 va tornar a exercir-les intermitentment, mai es va arribar a recuperar i va morir a París el 1855 després d'una llarga i greu malaltia.
A partir de mitjans dels anys 1830's i juntament amb Joseph Liouville, van començar a estudiar l'equació {\displaystyle {\frac {d}{dx}}\left(K{\frac {dV}{dx}}\right)+GV=0}, amb {\displaystyle K,G,V} funcions reals de dues variables {\displaystyle x,r}, per establir una teoria de les oscil·lacions; així van desenvolupar la avui coneguda com teoria Sturm-Liouville.
El nom de Sturm forma part de la llista dels 72 noms gravada a la Torre Eiffel.

## Distincions
- Grand prix de Mathématiques (4 de desembre de 1834)
- Membre de l'Acadèmia de Berlín (1835)
- Membre de l'Acadèmia de Sant Petersburg (1836)
- Oficial de la Legió d'Honor (1837)
- Medalla Copley de la Royal Society de Londres (1840)
- Membre de la Royal Society of London (1840)

## Obres selectes
- Cours d'analyse de l'Ecole polytechnique. Primer tom (Gauthier-Villars, 1877)
- Cours d'analyse de l'Ecole polytechnique. Segons tom (Gauthier-Villars, 1877)
- Cours de mécanique de l'Ecole polytechnique (Gauthier-Villars, 1883)